# باول برتراند
باول برتراند (بالفرنسية: Paul Bertrand)‏ هو إحاثي فرنسي، ولد في 10 يوليو 1879 في لوس نورد في فرنسا، وتوفي في 24 فبراير 1944 في باريس في فرنسا.